# Penstemon distans
Espèce
Penstemon distans  est une espèce de plantes de la famille des Plantaginacées, originaire d'Amérique du Nord. Elle est connue sous le nom de  Mount Trumbull Beardtongue en anglais.

## Description
Cette espèce est pérenne, native de l’Arizona et peut atteindre 60cm de hauteur. Les fleurs sont généralement de couleur bleue.